# Anbo Shazhou
Anbo Shazhou är en klippa bland Spratlyöarna i Sydkinesiska havet. Kina betraktar den som sitt territorium, något som inte erkänns av grannländer som Vietnam och Taiwan.